# کوسواته
کوسواته (به لاتین: Koswatte) یک منطقهٔ مسکونی در سری‌لانکا است که در ناحیه کلمبو واقع شده‌است.